# 内田ノボル
内田 ノボル（うちだ のぼる、1975年7月24日 - ）は、日本のキックボクサー。本名は松本 昇。東京都出身。翔拳道所属

## 人物
リングネームを内田にした理由は、女優の内田有紀に応援してもらいたいため。ニックネームはキック界のデビルマン。
アレクセイ・イグナショフやマイケル・マクドナルドに勝利したことがある。そのため内田を紹介する際「アレクセイ・イグナショフやマイケル・マクドナルドなどのトップファイターを破り、メキメキと実力をつけている。」
キック界のエース
過去にはマーシャルアーツ日本キックボクシング連盟や掣圏道（アルティメット・ボクシング）に参戦していた。
一時期、試合中に相手の反則攻撃を受けて試合続行不能になってしまうと言う不運にたて続けに見舞われていた。2005年8月22日のネイサン・"カーネッジ"・コーベットとの試合では、キックボクシングでは反則である倒れた状態での頭部へのキックを受けてしまい、試合続行不可能となった。2006年1月29日のリュウとの試合でも、同じくキックボクシングでは反則であるバックドロップを受けてしまい、後頭部を痛打。試合続行不能となった。
2006年12月20日日本プロスポーツ大賞功労賞受賞
2010年1月17日、新日本キックボクシング協会「BRAVE HEARTS 13」で天田ヒロミと2分1Rのエキシビションマッチおよび引退セレモニーを行い、現役を引退した。
2012年3月、埼玉県行田市に、キックボクシングジム翔拳道を設立し、選手を育成する傍ら、自らも選手として活動している。

## 戦績
| 勝敗 | 対戦相手                       | 試合結果                              | 大会名 | 開催年月日     |
| △    | 明賢滿                         | 3R終了 判定0-0                        | 新日本キックボクシング協会「BRAVE HEARTS 6」                                                                           | 2007年9月2日   |
| ×    | 國吉                           | 3R終了 判定0-2                        | 新日本キックボクシング協会「MAGNUM 14」                                                                                | 2007年7月22日  |
| ○    | 金成訓                         | 2R 1:19 KO（3ノックダウン：左膝蹴り） | 新日本キックボクシング協会「BRAVE HEARTS 5」                                                                           | 2007年5月20日  |
| ○    | 嚴士鎔（ゲン・シヨウ）         | 5R終了 判定3-0                        | 新日本キックボクシング協会「MAGNUM 13」 【日本ヘビー級タイトルマッチ】                                                 | 2007年3月11日  |
| ○    | 尹池永                         | 3R終了 判定3-0                        | 新日本キックボクシング協会「BRAVE HEARTS 4」                                                                           | 2007年1月21日  |
| △    | 嚴士鎔（ゲン・シヨウ）         | 3R終了 判定0-0                        | 新日本キックボクシング協会「MAGNUM 12」                                                                                | 2006年10月22日 |
| ○    | 金信謙                         | 2R 1:15 KO（右フック）                | 新日本キックボクシング協会「BRAVE HEARTS 3」                                                                           | 2006年9月3日   |
| ○    | 力丈                           | 2R 1:16 KO（右ローキック）            | K-1 REVENGE 2006 K-1 WORLD GP 2006 in SAPPORO 〜アンディ・フグ七回忌追悼イベント〜                                     | 2006年7月30日  |
| ○    | リュウ                         | 5R終了 判定3-0                        | 新日本キックボクシング協会「TITANS 3rd」 【日本ヘビー級タイトルマッチ】                                                | 2006年4月28日  |
| ○    | リュウ                         | 5R 2:19 反則（バックドロップ）        | 新日本キックボクシング協会「BRAVE HEARTS 1」 【日本ヘビー級タイトルマッチ】                                            | 2006年1月29日  |
| ○    | カク・ユンソブ                 | 2R 2:37 KO                            | 新日本キックボクシング協会「MAGNUM 9」                                                                                 | 2005年10月23日 |
| ○    | ネイサン・コーベット           | 1R 1:29 反則（倒れた相手へのキック）  | 新日本キックボクシング協会「TITANS 2nd」                                                                               | 2005年8月22日  |
| ×    | ナオフォール“アイアン・レッグ” | 3R終了 判定0-3                        | K-1 WORLD GP 2005 in PARIS 【EUROPE GP 準決勝】                                                                        | 2005年5月27日  |
| ○    | アレクセイ・イグナショフ       | 3R終了 判定2-0                        | K-1 WORLD GP 2005 in PARIS 【EUROPE GP 1回戦】                                                                         | 2005年5月27日  |
| ○    | リカルド・バン・デ・ボス       | 3R終了 判定3-0                        | 新日本キックボクシング協会「MAGNUM 7」                                                                                 | 2005年3月20日  |
| ○    | リュウ                         | 3R終了 判定3-0                        | 新日本キックボクシング協会「ONWARD OPERATION II 〜進攻〜」                                                             | 2005年1月16日  |
| ○    | マイケル・マクドナルド         | 3R終了 判定3-0                        | 新日本キックボクシング協会「TITANS 1st」                                                                               | 2004年11月6日  |
| ○    | 富士大輔                       | 3R終了 判定3-0                        | 新日本キックボクシング協会「Full Spark's 〜烈輝〜 Part 2」                                                             | 2004年9月5日   |
| ×    | 天田ヒロミ                     | 3R終了 判定0-2                        | K-1 BEAST 2004 in SIZUOKA 〜JAPAN GP決勝トーナメント〜 【JAPAN GP 1回戦】                                              | 2004年6月26日  |
| ○    | 柳良夾（ユ・ヤンレ）           | 3R 0:58 KO（右フック）                | 新日本キックボクシング協会「Super-Hybrid 〜新鋭〜」                                                                    | 2004年5月30日  |
| ○    | 大石亨                         | 3R終了 判定3-0                        | K-1 VSN CUP 【K-1 JAPAN GP出場権争奪トーナメント 決勝】                                                                | 2004年4月3日   |
| ○    | 酒井公高                       | 3R 2:41 KO（右フック）                | K-1 VSN CUP 【K-1 JAPAN GP出場権争奪トーナメント 1回戦】                                                               | 2004年4月3日   |
| ○    | 神谷友和                       | 5R終了 判定3-0                        | マーシャルアーツ日本キックボクシング連盟 「FINAL EXPLOSION 〜全階級タイトルマッチ〜」 【MA日本ヘビー級タイトルマッチ】 | 2003年11月24日 |
| ×    | セルゲイ・グール               | 3R終了 判定0-3                        | 習志野ジム＆掣圏道協会「格闘技新世紀・夢 挑戦!」                                                                       | 2003年5月31日  |
| ○    | ダビタシビリ・ダビド           | 3R終了 判定2-0                        | 掣圏道 SWAアルティメットボクシング                                                                                     | 2003年5月16日  |
| ○    | マゴメド・マゴメドフ           | 3R終了 判定                           | 掣圏道 SWAアルティメットボクシング                                                                                     | 2003年5月4日   |
| ○    | 中西陽介                       | 2R 1:40 KO（3ノックダウン：パンチ）   | マーシャルアーツ日本キックボクシング連盟 「SPIRIT」【MA日本ヘビー級タイトルマッチ】                                    | 2002年9月28日  |
| △    | チェラコフ・エドゥアルド       | 3R終了 ドロー                         | 掣圏道 SWAアルティメットボクシング                                                                                     | 2001年10月20日 |
| ×    | ピーター・アーツ               | 3R 2:06 TKO（左膝蹴り）               | K-1 WORLD GP 2001 in LAS VEGAS 【1回戦】                                                                               | 2001年8月11日  |
| ×    | 藤本祐介                       | 3R+再延長R 1:15 KO（左フック）        | K-1 SURVIVAL 2001 〜K-1 JAPAN GP 開幕戦〜 【JAPAN GP 1回戦】                                                           | 2001年6月24日  |
| ○    | シクラバ・ビタリ               | 2R 3:00 TKO                           | 掣圏道 SWAアルティメットボクシング                                                                                     | 2001年5月12日  |
| ○    | ソボレフ・デニス               | 2R 2:34 KO                            | 掣圏道 SWAアルティメットボクシング                                                                                     | 2001年4月20日  |
| △    | マトキン・セルゲイ             | 3R終了 ドロー                         | 掣圏道 SWAアルティメットボクシング                                                                                     | 2000年12月7日  |
| ○    | 村上竜司                       | 4R 0:35 TKO（タオル投入）             | サムライプロジェクト「サムライ」                                                                                       | 2000年10月22日 |
| ×    | アフメドフ・ザウス             | 5R終了 判定0-3                        | マーシャルアーツ日本キックボクシング連盟 「MILLENNIUM CHAMPION CARNIVAL」                                              | 2000年10月6日  |
| ○    | 阿部修治                       | 5R終了 判定3-0                        | マーシャルアーツ日本キックボクシング連盟 「MILLENNIUM CHAMPION CARNIVAL」                                              | 2000年9月3日   |
| ○    | 小林昭男                       | 5R終了 判定2-0                        | マーシャルアーツ日本キックボクシング連盟 「サムライ2000」 【MA日本ヘビー級王座決定戦】                                 | 2000年6月18日  |
| ×    | 中迫剛                         | 3R終了 判定0-3                        | K-1 SURVIVAL 2000 【JAPAN GP 1回戦】                                                                                   | 2000年5月28日  |
| ○    | タケル                         | 1R 1:55 KO                            | マーシャルアーツ日本キックボクシング連盟 「東金ジム炎の7番勝負」                                                       | 2000年4月29日  |
| ○    | ジャド・リード                 | 2R 2:47 KO（右ストレート）            | マーシャルアーツ日本キックボクシング連盟 「マッハ士道館・戦国シリーズ仁義なき戦いパート3」                             | 2000年1月30日  |
| ×    | ポール・ブリッグス             | 4R 0:00 TKO（タオル投入）             | マーシャルアーツ日本キックボクシング連盟 「TORNADO WARNING〜トルネード襲来!!〜」                                       | 1999年12月24日 |
| ×    | チャンデット・ソーパァンタレー | 5R終了 判定0-2                        | マーシャルアーツ日本キックボクシング連盟 「マーシャルアーツスピリット」                                                | 1999年11月26日 |
| ○    | 小林昭男                       | 4R終了 判定3-0                        | マーシャルアーツ日本キックボクシング連盟 「SET FIRE II 〜キックに火をつけろ!〜」                                       | 1999年9月25日  |
| ○    | 中西陽介                       | 3R 1:10 KO                            | マーシャルアーツ日本キックボクシング連盟 「第二回梶原一騎杯 '99 キックガッツ」                                         | 1999年5月14日  |
| ○    | 樫山賢一                       | 3R 1:03 TKO（タオル投入）             | K-1 RISING SUN '99 【フレッシュマンファイト】                                                                          | 1999年2月3日   |
| ○    | 白木貴之                       | 2R 1:57 KO                            | 全日本キックボクシング連盟                                                                                             | 1998年10月16日 |
| △    | アーニー・ソルドウェデル       | 3R終了 判定0-0                        | K-1 BUSHIDO '98 【フレッシュマンファイト】                                                                             | 1998年8月28日  |

## 獲得タイトル
- マーシャルアーツ日本キックボクシング連盟日本ヘビー級王者
- 新日本キックボクシング協会日本ヘビー級王者
- ACCEL連盟格闘空手王者
- キングダムエルガイツ協会打撃王ヘビー級王者
- キングダムエルガイツ連盟タイヤ神